# ГЕС Камбамбе
ГЕС Камбамбе — гідроелектростанція у центральній частині Анголи, за 160 км на південний схід від її столиці Луанди. Знаходячись після ГЕС Lauca, становить нижній ступінь у каскаді на річці Кванза, котра на цій ділянці тече у широтному напрямку та впадає в Атлантичний океан південніше столиці. Після завершення проєкту Камбабмбе II стане другою за потужністю електростанцією в країні.
Станція, будівництво якої розпочалось у 1950-х та завершилось введенням в експлуатацію у 1964-му (тобто ще за часів колоніального панування Португалії), стала першою ангольською гідроелектростанцією з потужністю понад 100 МВт. У межах проєкту річку перекрили арковою бетонною греблею висотою 102 метри та довжиною 300 метрів, котра утворила водосховище з корисним об'ємом лише 24 млн м3, який до того ж внаслідок нанесення осадів станом на початок XXI ст. скоротився  до 19 млн м3 (можливо відзначити, що наразі основне накопичення ресурсу для роботи каскаду здійснюється вище по течії у сховищі ГЕС Капанда).
Підземний машинний зал спорудили у правобережному гірському масиві, який Кванза огинає по дузі, в результаті чого вода по відвідному тунелю повертається у річку за 0,4 км від сховища, але у 1,2 км нижче за течією. Первісно його обладнали чотирма турбінами типу Френсіс потужністю по 45 МВт, які після модернізації у першій половині 2010-х переноміновані на 65 МВт.
Також у 2010-х роках реалізується проєкт спорудження другої черги станції. Машинний зал Камбамбе II зводять у 200 метрах нижче за течією від виходу відвідного тунелю першої черги. Ця наземна споруда вміщуватиме чотири турбіни типу Френсіс потужністю по 178,6 МВт. При напорі у 112 метрів обидва машинні зали повинні будуть виробляти 4,9 млрд кВт·год електроенергії на рік.
Планується також наростити висоту греблі на 30 метрів, що збільшить корисний об'єм водосховища до 46 млн м3.
Видача продукції першої черги відбувається через ЛЕП, що працює під напругою 220 кВ, тоді як для Камбамбе II спорудять підстанцію 400 кВ.